# Sportclub Potsdam 2015-2016
Questa voce raccoglie le informazioni riguardanti lo Sportclub Potsdam nelle competizioni ufficiali della stagione 2015-2016.

## Organigramma societario
Area direttiva
- Presidente: Thorsten Bork

Area tecnica
- Allenatore: Alberto Salomoni
- Allenatore in seconda: Fabio Aiuto
- Scout man: Riccardo Boieri

Area sanitaria
- Medico: Henning Leunert
- Fisioterapista: Ulli Meyer

## Rosa
| N° | Nome              | Ruolo | Data di nascita   | Nazionalità sportiva |
| -- | ----------------- | ----- | ----------------- | -------------------- |
| 2  | Diana Arrechea    | S     | 14 settembre 1994 | Colombia             |
| 3  | Lisa Rühl         | L     | 22 settembre 1989 | Germania             |
| 4  | Kimberly Drewniok | S/O   | 11 agosto 1997    | Germania             |
| 5  | Marina Katić      | P     | 1º ottobre 1981   | Croazia              |
| 6  | Nadja Schaus      | S/O   | 8 novembre 1984   | Germania             |
| 7  | Luisa Sydlik      | P     | 24 dicembre 1996  | Germania             |
| 8  | Annegret Hölzig   | S     | 29 maggio 1997    | Germania             |
| 9  | Lisa Gründing     | S     | 2 dicembre 1991   | Germania             |
| 10 | Wiebke Silge      | C     | 16 luglio 1996    | Germania             |
| 12 | Ivonne Montaño    | C     | 12 novembre 1995  | Colombia             |
| 13 | Saskia Hippe      | S/O   | 16 gennaio 1991   | Germania             |
| 14 | Manuela Roani     | S     | 13 febbraio 1983  | Italia               |
| 15 | Regina Burchardt  | S     | 1º luglio 1983    | Germania             |
| 16 | Kathy Radzuweit   | C     | 2 marzo 1982      | Germania             |